# Паркер (тауншип, округ Моррисон, Миннесота)
Паркер (англ. Parker) — тауншип в округе Моррисон, Миннесота, США. На 2000 год его население составило 469 человек.

## География
По данным Бюро переписи населения США площадь тауншипа составляет 99,5 км², из которых 99,5 км² занимает суша, водоёмов нет.

## Демография
По данным переписи населения 2000 года здесь находились 469 человек, 155 домохозяйств и 128 семей.  Плотность населения —  4,7 чел./км².  На территории тауншипа расположено 162 постройки со средней плотностью 1,6 построек на один квадратный километр. Расовый состав населения: 98,72 % белых, 1,28 % — других рас США. Испанцы или латиноамериканцы любой расы составляли 1,28 % от популяции тауншипа.
Из 155 домохозяйств в 35,5 % воспитывались дети до 18 лет, в 76,1 % проживали супружеские пары, в 2,6 % проживали незамужние женщины и в 17,4 % домохозяйств проживали несемейные люди. 15,5 % домохозяйств состояли из одного человека, при том 7,1 % из — одиноких пожилых людей старше 65 лет. Средний размер домохозяйства — 3,03, а семьи — 3,38 человека.
29,4 % населения — младше 18 лет, 9,0 % — в возрасте от 18 до 24 лет, 26,9 % — от 25 до 44, 24,1 % — от 45 до 64, и 10,7 % — старше 65 лет. Средний возраст — 36 лет. На каждые 100 женщин приходилось 105,7 мужчин.  На каждые 100 женщин старше 18 приходилось 119,2 мужчин.
Средний годовой доход домохозяйства составлял 38 250 долларов, а средний годовой доход семьи —  39 375 долларов. Средний доход мужчин —  30 179  долларов, в то время как у женщин — 23 125. Доход на душу населения составил 14 805 долларов. За чертой бедности находились 7,2 % семей и 8,8 % всего населения тауншипа, из которых 6,4 % младше 18 и 16,7 % старше 65 лет.